# Chiesa dei Santi Faustino e Giovita (Bienno)
La chiesa dei Santi Faustino e Giovita è la parrocchiale di Bienno, in provincia e diocesi di Brescia; fa parte della zona pastorale della Media Val Camonica.

## Storia e descrizione
Riedificata agli inizi del Seicento su un edificio precedente in stretta osservanza delle norme controriformate borromeiane, presenta forme barocche su progetto di Giovanni Battista Lantana, anche se in passato era ritenuta opera di Pier Maria Bagnadore. L'edificio presenta un'unica navata con sei altari laterali, il tutto caratterizzato da un ciclo pittorico opera per la maggior parte di Giovanni Mauro della Rovere La volta a tutto sesto è affrescata a medaglioni e trompe l'oeil, mentre nell'abside dell'altare maggiore si trova una pala settecentesca attribuita al pittore veneziano Giovan Battista Pittoni, che rappresenta il martirio dei due santi titolari. Notevoli l'affresco degli angeli musicanti, le cantorie, le soase.
Da ricordare anche le cancellate in ferro battuto del 1647; l'organo seicentesco, risalente a Graziadio II Antegnati, ampliato da anonimo nel 1750, restaurato dai Serassi nel 1822, ampliato e ricondotto all'estetica ottocentesca nel 1891 dall'organaro bergamasco Giovanni Manzoni. Nel 2017-2018 in accordo con la Soprintendenza è stato riportato all'esatta condizione del 1891 dall'antica bottega organara Cav. Emilio Piccinelli, che era già intervenuta nel 1961. È conosciuto per la bellezza dei suoi registri.
Il campanile è ruotato di una decina di gradi rispetto all'edificio attuale poiché risalente alla chiesa precedente.